# قرية ولاد الضاوية (سيدي محمد لحمر)
قرية ولاد الضاوية هو دُوَّار يقع بجماعة سيدي محمد لحمر، إقليم القنيطرة، جهة الرباط سلا القنيطرة في المملكة المغربية. ينتمي الدوّار لمشيخة سيدي محمد لحمر التي تضم 16 دوار. يقدر عدد سكانه بـ 658 نسمة حسب الإحصاء الرسمي للسكان والسكنى لسنة 2004.

## روابط خارجية
- البوابة الوطنية للجماعات الترابية نسخة محفوظة 12 مارس 2018 على موقع واي باك مشين.
- المندوبية السامية للتخطيط